# Château de la Borde
Les ruines du château de la Borde se situent sur la commune de Festalemps dans le département de la Dordogne, en région Nouvelle-Aquitaine.

## Historique
Le château fut le fief des Joumards de la Double, des Chabans de Lavignac puis celui des de la Cropte. Le château semble être encore entièrement intact sur le cadastre napoléonien, fait en 1833 sur la commune de Festalemps. 
Jean Secret, dans son ouvrage Le Périgord Châteaux, manoirs et gentilhommières, déclare : « La Borde montre un long corps de logis du Grand Siècle, accosté d'une tour circulaire. Las ! la demeure est sans vie et les toits crevés béent aux nuages ». À cette époque, en 1966, une partie du château semble encore être plus ou moins debout. Le château est désormais dans un état d'abandon total.

## Architecture

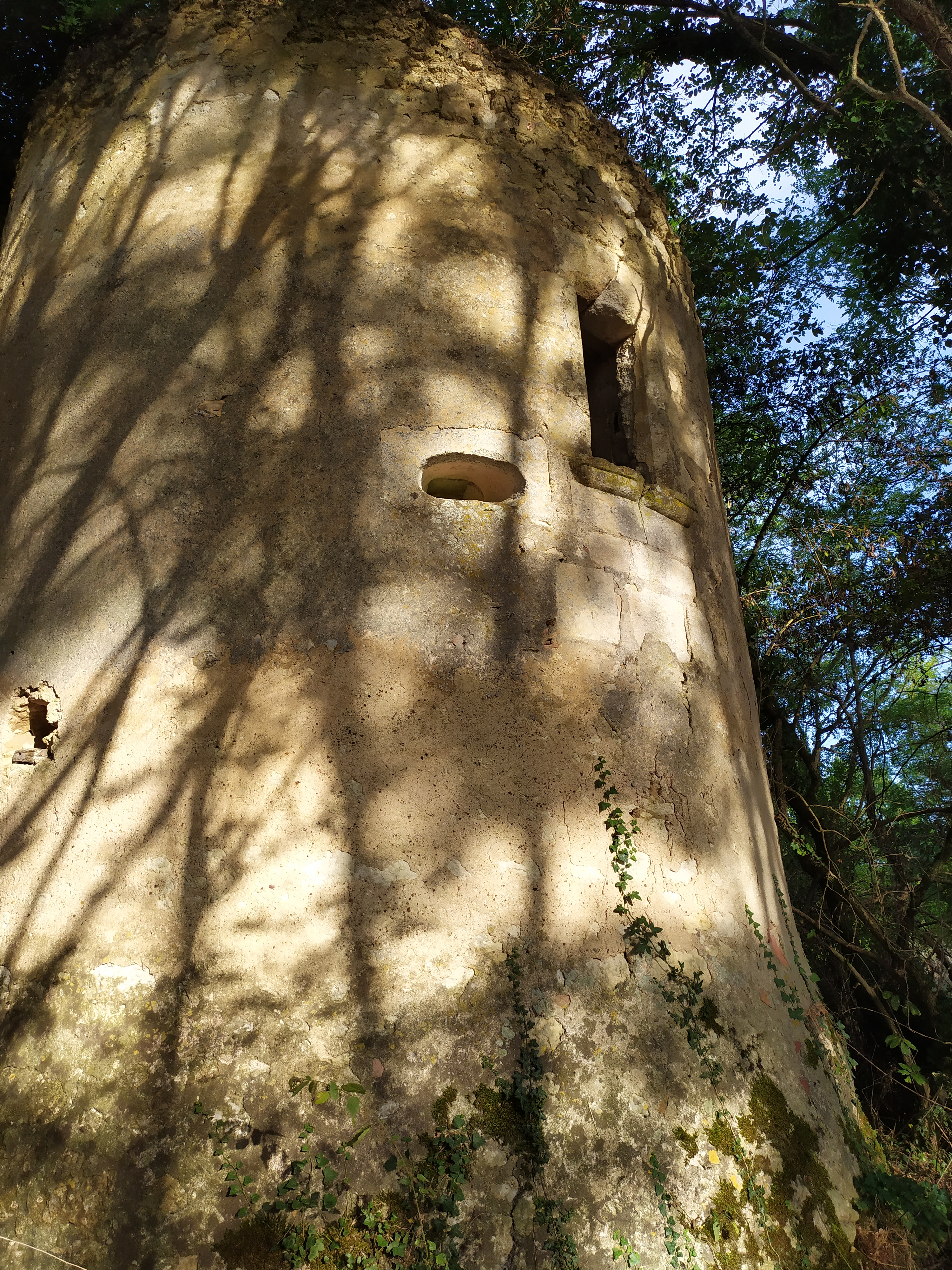
Canonnière sur l'une des deux tours.

La faible épaisseur des murs et le type de canonnière utilisé font pensé a une construction du XVIe siècle, probablement édifié sur un ensemble plus anciens. Le château possedait au moins trois tours rondes (visibles sur le cadastre napoléonien) ainsi qu'une grande ferme fortifiée en équerre, qui, avec le château formait une vaste cour.

## Galerie

Château de la Borde
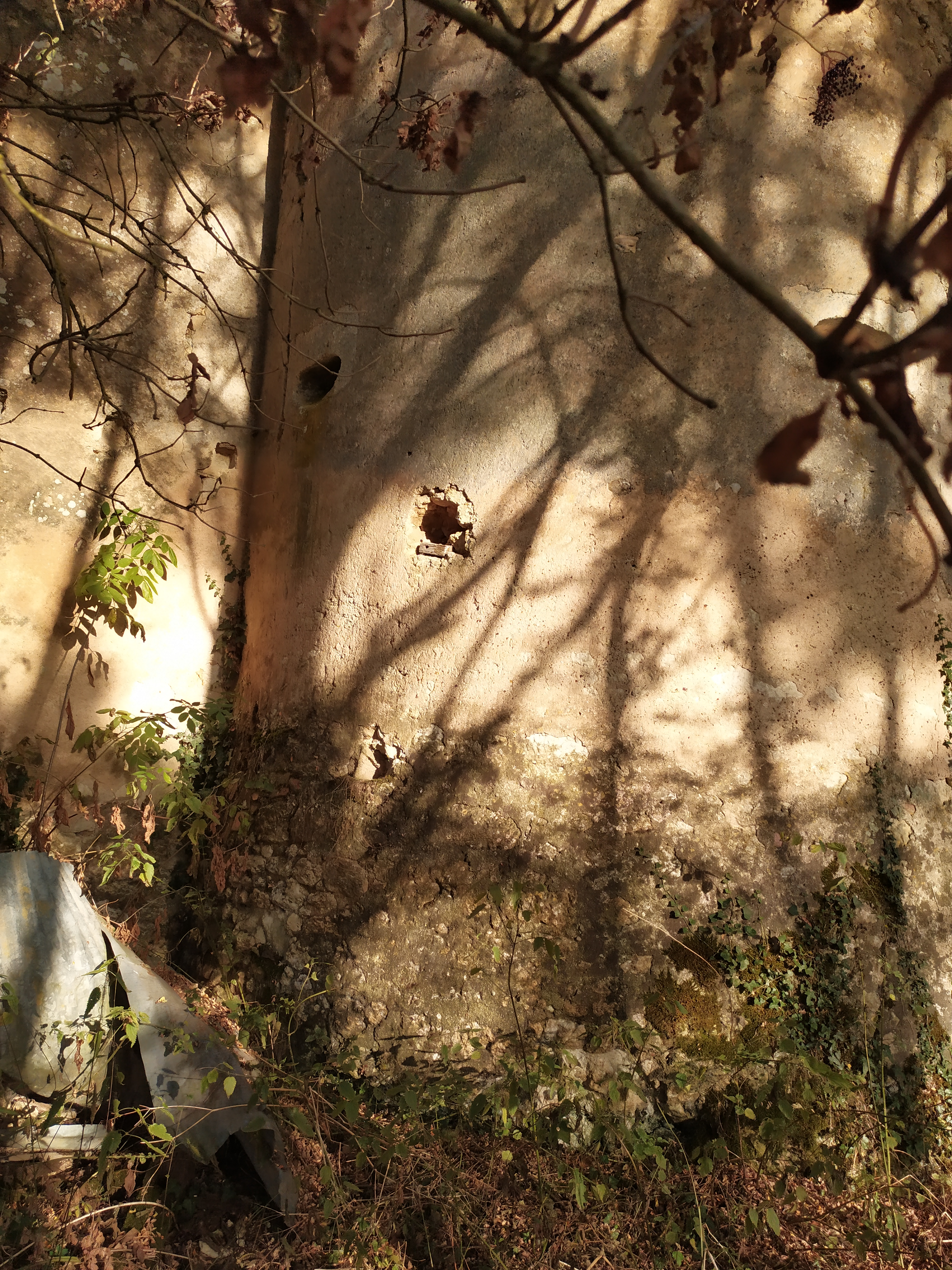
Tour d'angle
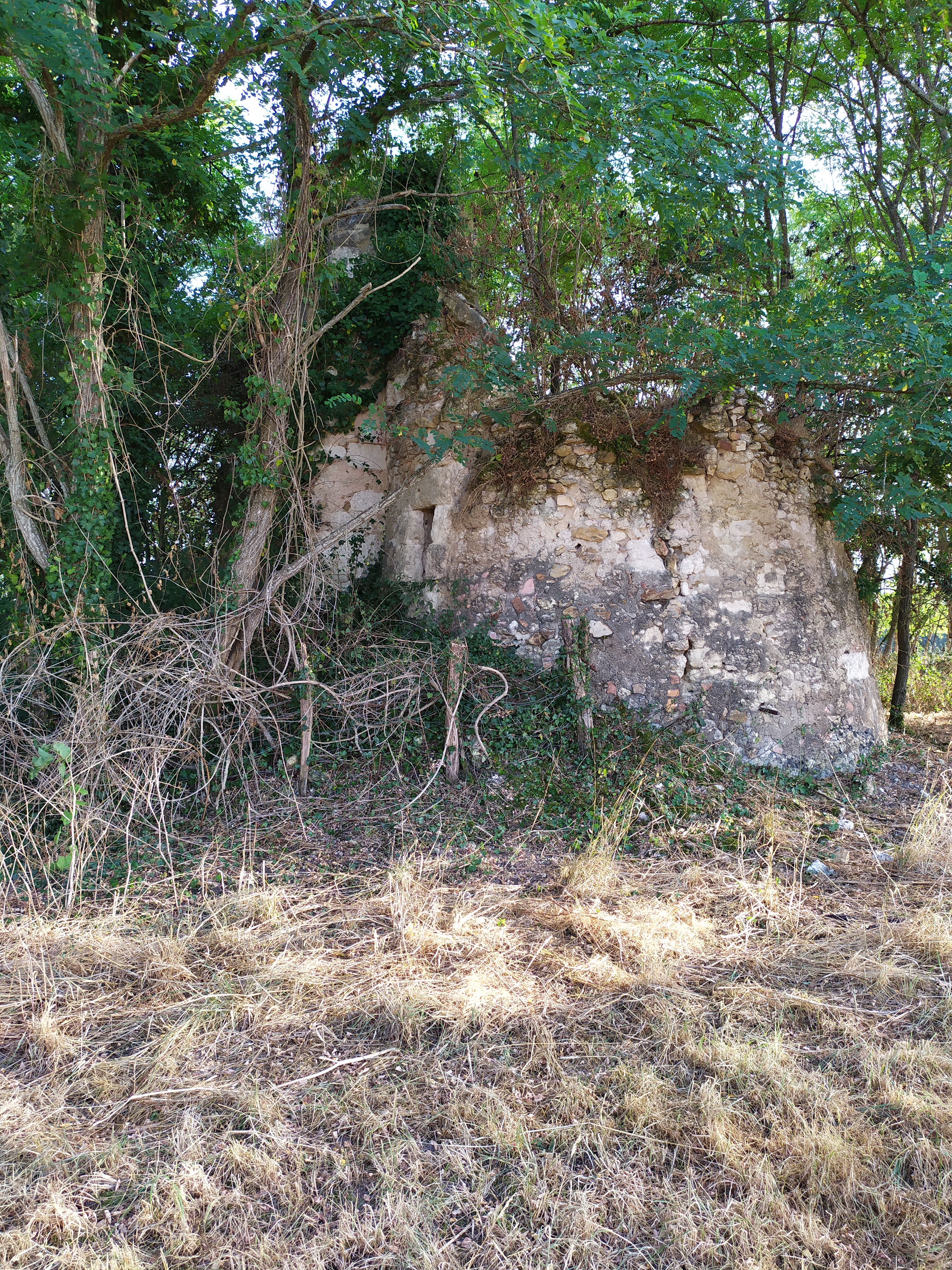
Deuxième tour.
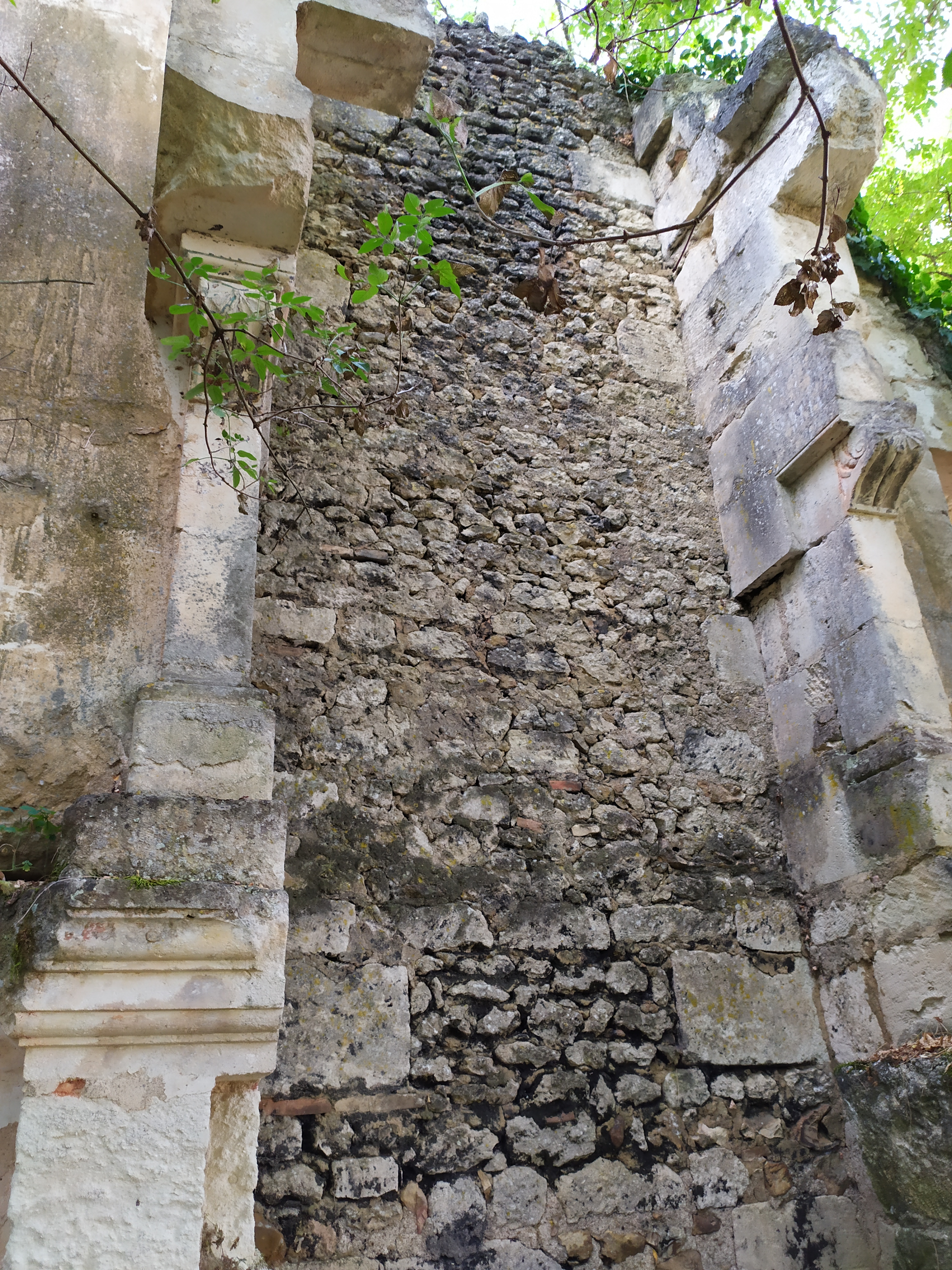
Vestige de cheminée.
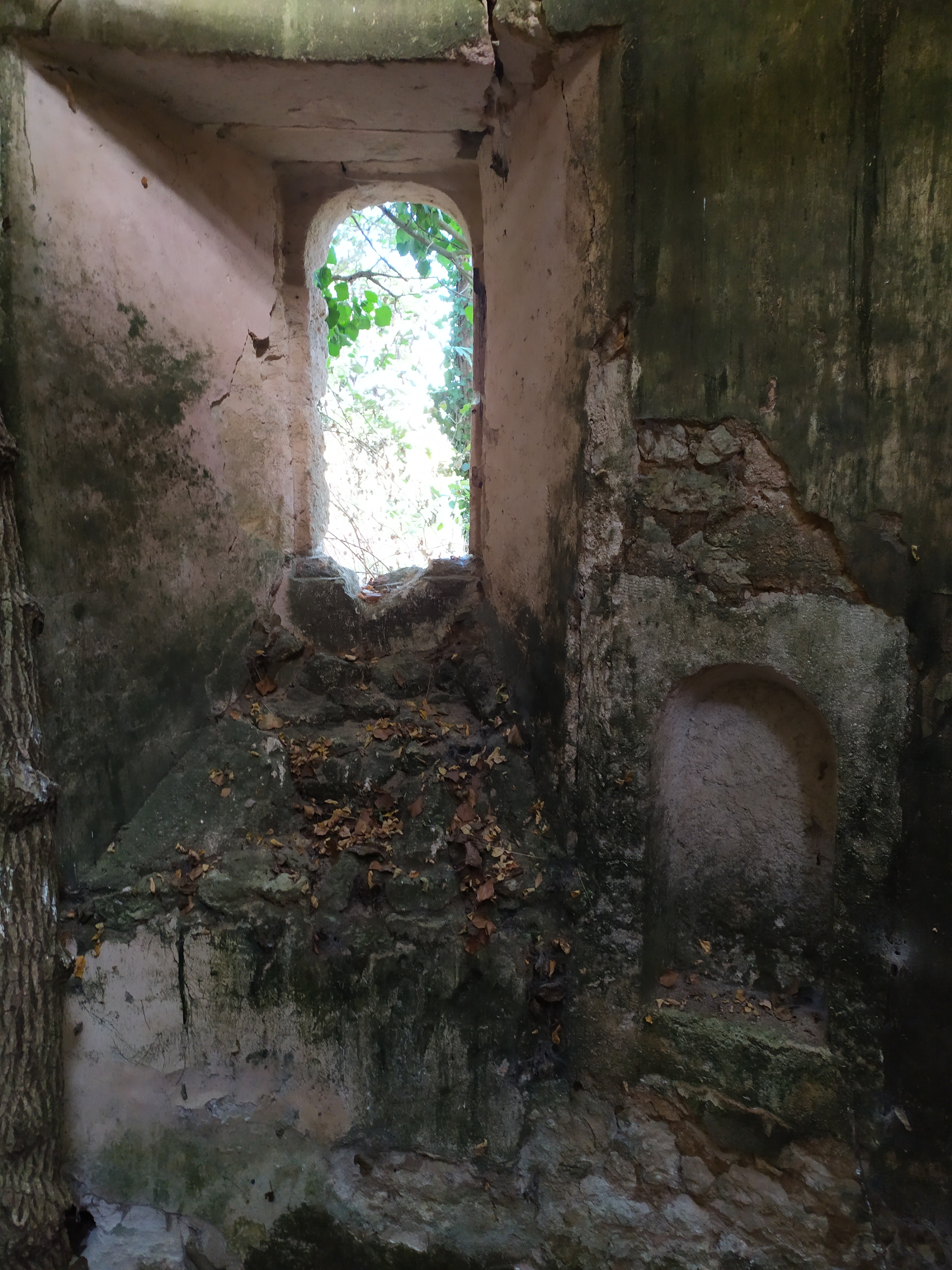
Fenêtre.
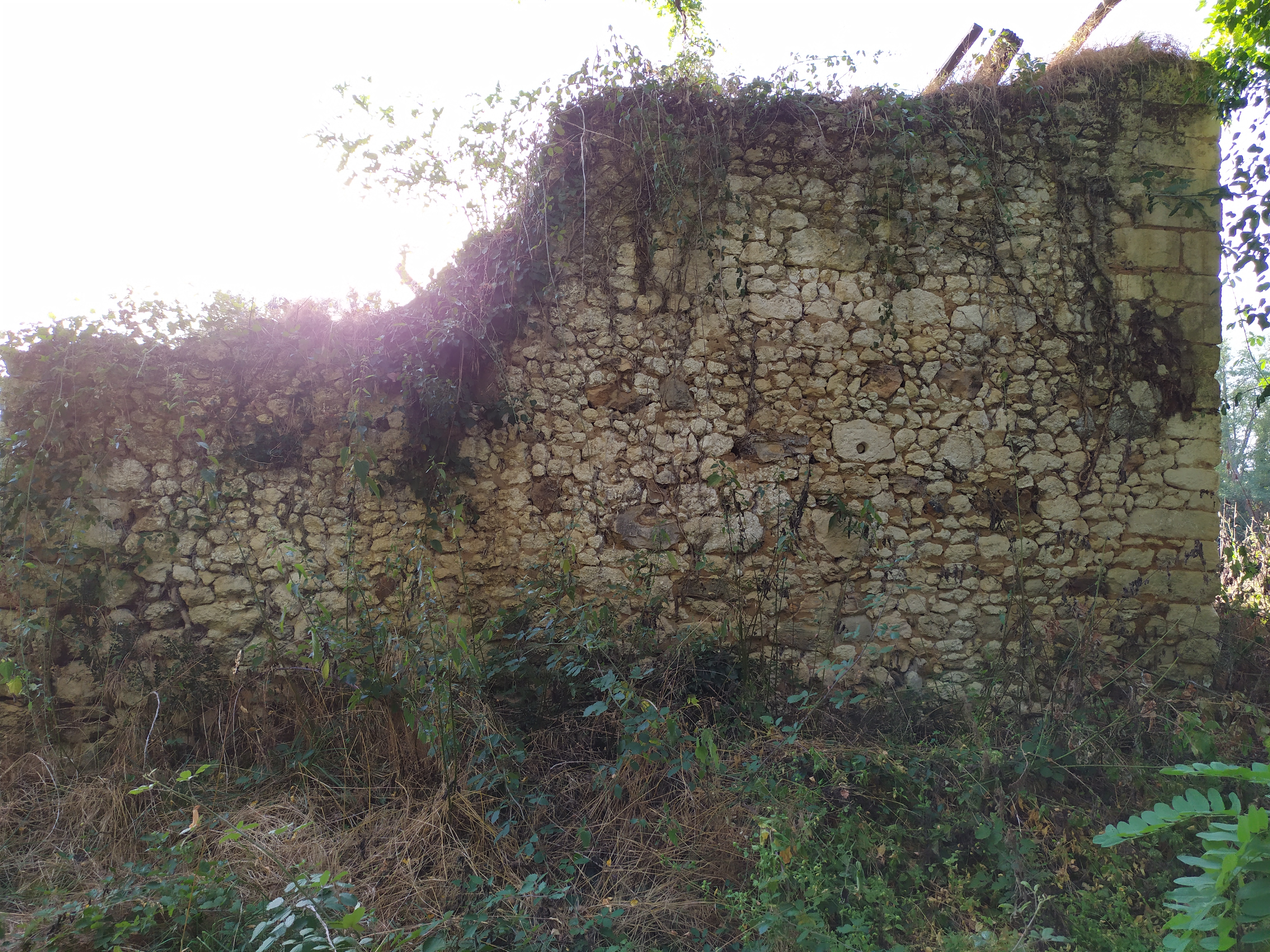
Bâtiment.
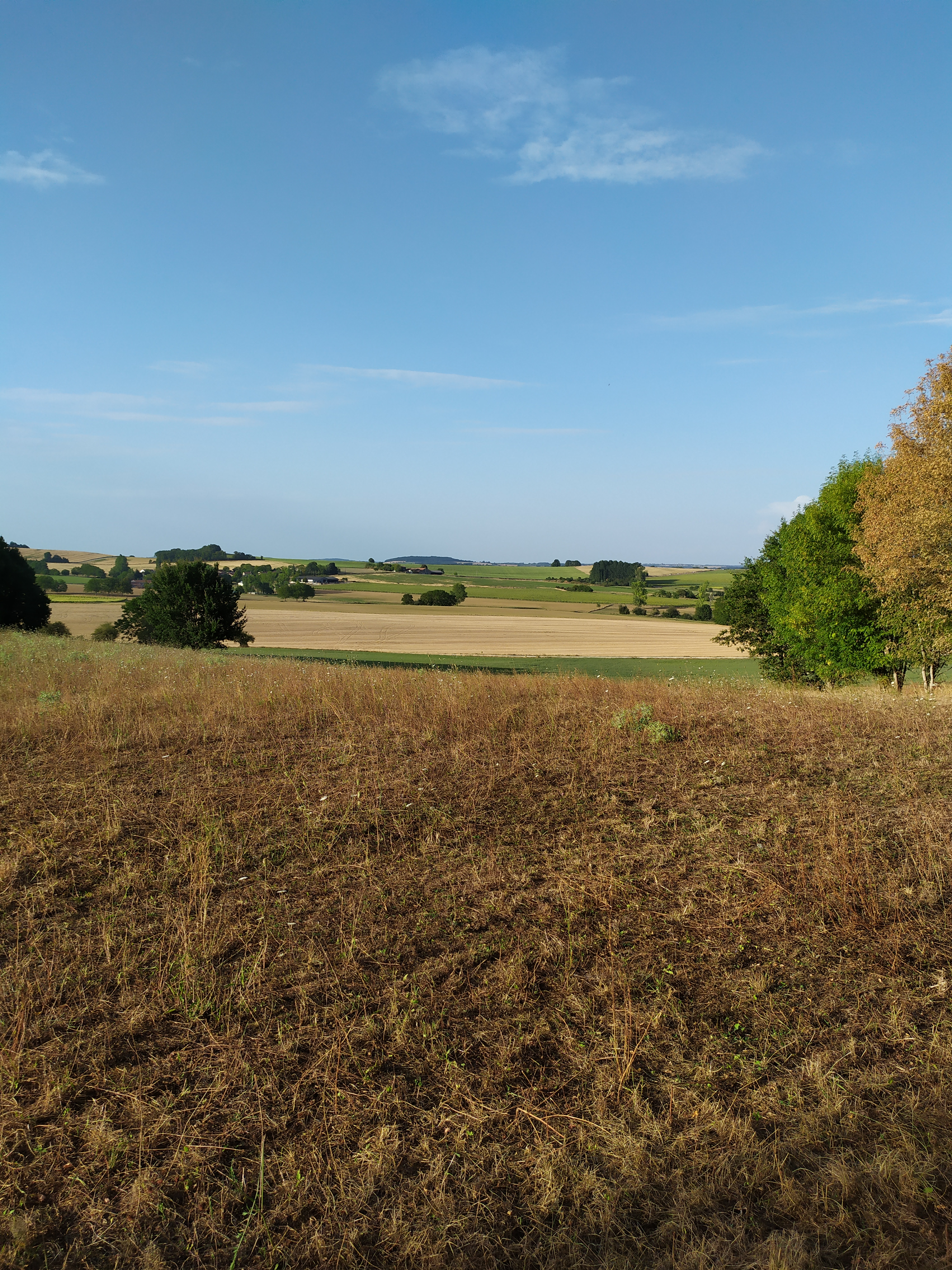
Vue depuis le château.